# Karjala Cup
Der Karjala Cup ist ein seit 1996 jährlich stattfindendes Eishockeyturnier in Finnland. Er ist Teil der Euro Hockey Tour, bei welcher sich die Nationalmannschaften Finnlands, Schwedens, Russlands und Tschechiens messen.
Seit dem Russisch-Ukrainischen Krieg wurde die russische Nationalmannschaft von dem Turnier ausgeschlossen. Anstelle der russischen Nationalmannschaft spielt die Schweiz in der Euro Hockey Tour.

## Geschichte
Um internationale Vergleiche außerhalb von Welt- und Europameisterschaften zu ermöglichen, wurde im Jahre 1992 ein Sauna Cup genannter Pokalwettbewerb ins Leben gerufen. In Turku und später in Helsinki wurde mit den besten Mannschaften der Welt aus Russland, der ČSFR und den USA gespielt. Der Gastgeber wurde mit nur einem erzielten Punkt Letzter. Vielleicht auch wegen dieses Ergebnisses wurde die Veranstaltung in den nächsten Jahren nicht wiederholt.
Erst 1995, als sich mit der finnischen Brauerei Karjala (dt. Karelien) ein Sponsor fand, wurden die Mannschaften Schwedens, Tschechiens und die französische Eishockeynationalmannschaft zu einem Turnier eingeladen. Im Jahre 1996 fand es zur gleichen Zeit statt wie der Iswestija Cup, weshalb die Russen nur ein Ersatzteam schickten. Seit 1997 findet das Turnier in der zweiten Novemberwoche statt. In der Folge konnten die Finnen sieben Mal hintereinander gewinnen.

## Siegerliste
| Jahr           |            |            |            | 4.         |
| -------------- | ---------- | ---------- | ---------- | ---------- |
| 2022           | Schweden   | Schweiz    | Tschechien | Finnland   |
| 2021           | Schweden   | Finnland   | Russland   | Tschechien |
| 2020           | Russland   | Tschechien | Finnland   | Schweden   |
| 2019           | Tschechien | Finnland   | Russland   | Schweden   |
| 2018           | Russland   | Finnland   | Tschechien | Schweden   |
| 2017           | Finnland   | Russland   | Schweden   | Kanada     |
| 2016           | Russland   | Tschechien | Finnland   | Schweden   |
| 2015           | Schweden   | Finnland   | Russland   | Tschechien |
| 2014           | Schweden   | Finnland   | Russland   | Tschechien |
| 2013           | Finnland   | Russland   | Schweden   | Tschechien |
| 2012           | Tschechien | Finnland   | Russland   | Schweden   |
| 2011           | Russland   | Finnland   | Tschechien | Schweden   |
| 2010           | Finnland   | Russland   | Schweden   | Tschechien |
| 2009           | Russland   | Finnland   | Schweden   | Tschechien |
| 2008           | Russland   | Tschechien | Schweden   | Finnland   |
| 2007           | Russland   | Schweden   | Tschechien | Finnland   |
| 2006           | Russland   | Tschechien | Schweden   | Finnland   |
| 2005           | Finnland   | Schweden   | Russland   | Tschechien |
| 2004           | Finnland   | Schweden   | Tschechien | Russland   |
| 2003           | Finnland   | Tschechien | Russland   | Schweden   |
| 2002 (Nov.)    | Finnland   | Tschechien | Schweden   | Russland   |
| 2002 (Apr.)    | Finnland   | Russland   | Schweden   | Tschechien |
| 2000           | Finnland   | Schweden   | Russland   | Tschechien |
| 1999           | Finnland   | Russland   | Tschechien | Schweden   |
| 1998           | Finnland   | Russland   | Tschechien | Schweden   |
| 1997           | Schweden   | Tschechien | Russland   | Schweden   |
| 1996           | Finnland   | Schweden   | Russland   | Tschechien |
| 1995           | Schweden   | Finnland   | Frankreich | Tschechien |
| Sauna Cup 1992 | Russland   | ČSFR       | USA        | Finnland   |

## Medaillenspiegel
| Mannschaft |    |    |    | Anzahl |
| Finnland   | 12 | 10 | 1  | 23     |
| Russland   | 9  | 6  | 10 | 25     |
| Schweden   | 6  | 5  | 8  | 19     |
| Tschechien | 2  | 7  | 8  | 17     |
| Schweiz    | –  | 1  | –  | 1      |
| USA        | –  | –  | 1  | 1      |
| Frankreich | –  | –  | 1  | 1      |